# 連記投票
連記投票（block voting）、または連記制、連記式、連記票は単一の選挙区で二つ以上の候補を選択することができる投票方法である。

## 完全連記投票
完全連記投票（plurality-at-large voting）では、すべての候補はポジション数nに対しそれぞれ立候補する。各々の投票者はその投票用紙の上でn候補まで選び、最も得票したn候補がそのポジションを勝ち取る。しばしば、投票者は"n"票を持っていると言われるが、累積投票のように同じ候補に対し一票より多くの票を投じることはできない。

### 投票戦術・擁立戦略と、その帰結
この制度は、得票数の伸びがその候補に決して不利には働かないため、各政党は、自党の支持者が自党以外の候補にも投票しない様、選挙区定数nと同数のn人の自党クローン候補者を擁立する。所属政党を同じくする候補者間の違いは、所属政党の違う候補者間の違いより十分小さいため、有権者の大半は連記数nの大半を同一政党の候補者に費やす。このためこの制度は、各党の候補者n人を一組とした選択肢に各有権者が一票を投じ一組が選出される単記非移譲式投票に帰着され、二大政党のどちらか一党が選挙区定数の大半を独占する多数代表制になる。
ちなみに、一部の有権者は選出される候補者の組み合わせも考慮する。例えば、「一党が定数を独占するのは良くない。」と考える有権者は得票順位二位に甘んじる政党の候補者に投票して一位の政党の候補者の当選を妨害し、「二党以上が定数を分け合うのは避けねばならない。」と考える有権者は一位の政党の候補者にダメ押しを与える。特に、この「得票一位に投票する」戦略は美人投票と同様に投票者の民意と投票結果が乖離する危険性が高い。

## 優先順位付連記投票
優先順位付き連記投票（preferential bloc voting）は、比例代表制になる単記移譲式投票とは異なり、完全連記制と似た多数代表の結果をもたらす。
優先順位投票が使われるときは、最高から最低までの好む候補に順位付けをする。
優先順位付連記制では二つのマークのグループ（第一選択と第二選択）を持ち、最初に第一選択としてn議席の選挙でn票を与え（完全連記投票のように）るが、それ以外の候補に第二選択として選好に従ったランク付けをすることも許され、一つ以上の第一選択票が排除されたときに優先順位（第二選択）の部分が使われる。
過半数を獲得する候補が出るまで、第一選好が最小得票の候補が排除され（その票はinstant-runoff votingのときのように移譲され）る。集計は求められる数の候補が選ばれるまで繰り返される。選ばれた候補は取り除かれすべての票は完全に活かされる。これはロバート議事規則で述べられた、公職で同じタイプの複数の候補を選ぶ方式である。

### 優先順位付連記式の使用例
オーストラリア上院で1918年から1948年にかけて使用された。
オーストラリア下院では、連邦成立から現在まで使用されている。
イギリス下院でも導入の動きがあったが、2011年5月5日に行われた国民投票で反対70％の大差で否決され、実現はしなかった。

## 制限連記投票
制限連記投票（partial bloc votingまたはlimited voting）は、完全連記投票のように投票するが、制限連記式においては各々の投票者は選出されるべき候補の数よりも少ない連票を受けとる。これは完全連記制とは逆に一定数の少数派が代表を獲得することを可能にし、単純多数派がすべての議席をさらうことはできなくなる。制限付き連記制はジブラルタル議会の選挙に使用されており、投票者は8票を持ち、15議席が改選される。そのよくある結果は一番人気の政党が8議席を獲得して支配政権をつくり、二番人気の党が7議席を獲得し野党となる。  制限連記はスペイン上院でも使用されていて、4人区の3名連記である。
歴史的には、制限付連記投票はイギリスで三人区と四人区において使用され、投票者には二票が与えられた。これは大選挙区制が廃止されるまで続けられた。日本の国政選挙では1946年の第22回衆議院議員総選挙で行われたのが最後である。その選挙を経験した園田天光光によると「あれはいい制度で相手を蹴落とそうなんて空気は全くなく、対立候補と出会うと激励し合って別れたぐらい」ということであるが、「女性であるとか名前が印象的とかで連記の最後に書いてくれた人もいたようだ」とも語っている。
制限連記制の元では、投票者と候補者が妥当な戦術を用いるのならば、各々の投票者に認められる連票が少ないほど、勝つのに必要な票数が少なく、結果が比例代表に近くなる。　極端な、各々の投票者に配られる票が一票のみに制限され、代表者を獲得するための閾値がドループ基数まで下がる場合は、単記式の大選挙区制（単票非移譲式投票制度）に等しくなる。